# سيريديجيون (دائرة انتخابية في المملكة المتحدة)
سيريديجيون  (بالإنجليزية: Ceredigion)‏ هي إحدى الدوائر الانتخابية في المملكة المتحدة الممثلة في مجلس العموم في برلمان المملكة المتحدة.
عضو البرلمان الذي يمثلها حالياً هو :Mark Williams (LD).